# Język tamer
Język tamer (taemer), także: tamer tunai, kanum, smerki (smärki) – język papuaski używany w prowincji Papua w Indonezji (dystrykt Sota, kabupaten Merauke). Posługuje się nim 120 osób.
Z danych publikacji Peta Bahasa wynika, że jego użytkownicy zamieszkują wsie Tamer Kol, Yanggandur, Sota i Yerew. We wsi Yanggandur używany jest też język ngkolmpu (150 użytkowników).
Nazwa „kanum” odnosi się do szeregu języków regionu, o słabym poziomie wzajemnej zrozumiałości. „Smerki” (smärki) to również nazwa jednego ze spokrewnionych języków. M.J. Carroll (2016) uznaje smerki za kontinuum dialektalne (z dialektami smerki właściwym, tamer i barkari). Wszystkie te języki (bądź dialekty) są lokalnie określane jako „smerki”.